# Virago
Virago (lat. virago = eine männlich wirkende Jungfrau, auch eine Heldenjungfrau, Heldin; plur. Viragines) bezeichnet im Deutschen (in der gehobenen Umgangssprache) und Englischen – meist abwertend – ein junges „Mannweib“.
Die „Heldenjungfrau“ war im Lateinischen ein positiv besetztes Wort. Verwandte Worte sind vir für Mann, daraus abgeleitet virtus für Tugend oder Mannhaftigkeit, und virgo für Jungfrau. Als belli virago (d. h. Kriegsgöttin) wurde Minerva bezeichnet. Virago allein stand auch für den Begriff „Göttin“.
Diesen Begriff verwendet die Vulgata auch in Gen 2,23 : "haec vocabitur virago quoniam de viro sumpta est". 
In der Anthropologie wird der Begriff teilweise für Frauen mit „vermännlichtem“ Verhalten oder Aussehen verwendet.